# Barranco de Taborno
Barranco de Taborno är ett periodiskt vattendrag i Spanien.   Det ligger i provinsen Provincia de Santa Cruz de Tenerife och regionen Kanarieöarna, i den sydvästra delen av landet, 1 700 km sydväst om huvudstaden Madrid. Barranco de Taborno ligger på ön Teneriffa.